# Nadia Benois
Nadezhda Leontievna Ustinova (Надежда Леонтьевна Устинова), apelido Benois (Бенуа) e mais conhecida como Nadia Benois (17 de maio de 1896, São Petesburgo - 8 de dezembro de 1974) foi uma cenógrafa e pintora de natureza morta e paisagens. Seu pai, Leon Benois, pertencia à família Benois, uma proeminente família de artistas russos. Nadezhda estudou para ser uma artista na Academia de Artes da Rússia, em São Petersburgo. Em 1920, Benois mudou-se junto com seu marido, Jona von Ustinov, para Londres, no Reino Unido. No curso de suas viagens, Benois pintou paisagens impressionistas das ruas de Inglaterra, País de Gales, Irlanda e Escócia. Algumas de suas naturezas-mortas foram adquiridas pela Tate Gallery, em 1936.  Mais tarde, Benois usou seus talentos para ajudar a carreira de ator de seu filho, Peter Ustinov, formatando os roteiros e peças de teatro e criando figurinos e cenários.